# Campeonato Panamericano de Esgrima de 2022
El Campeonato Panamericano de Esgrima 2022 fue la 15a edición del Campeonato Panamericano de Esgrima, fue disputado en el Polideportivo Central del Parque Olímpico en la ciudad de Luque, cercano a Asunción, del 3 al 8 de junio de 2022. El evento fue organizado por la Confederación Panamericana de Esgrima y la Federación Paraguaya de Esgrima.

Paraguay ganó su primera medalla de dicho campeonato con Montserrat Viveros.

## Resultados

### Masculino
| Evento             | Oro                                                                        | Plata                                                                                         | Bronce                                                                                |
| ------------------ | -------------------------------------------------------------------------- | --------------------------------------------------------------------------------------------- | ------------------------------------------------------------------------------------- |
| Florete individual | Alexander Massialas                                                        | Maximilien Van Haaster                                                                        | Gerek Meinhardt                                                                       |
| Florete individual | Alexander Massialas                                                        | Maximilien Van Haaster                                                                        | Nick Itkin                                                                            |
| Espada individual  | Ruben Limardo                                                              | Grabiel Lugo                                                                                  | Samuel Gallagher Pelletier                                                            |
| Espada individual  | Ruben Limardo                                                              | Grabiel Lugo                                                                                  | Francisco Limardo                                                                     |
| Sable individual   | Daryl Homer                                                                | Eli Dershwitz                                                                                 | Andrew Mackiewicz                                                                     |
| Sable individual   | Daryl Homer                                                                | Eli Dershwitz                                                                                 | Pascual Di Tella                                                                      |
| Florete equipos    | Estados Unidos Chase Emmer Nick Itkin Alexander Massialas Gerek Meinhardt  | Canadá Blake Broszus Bogdan Hamilton Eli Schenkel Maximilien Van Haaster                      | Brasil Henrique Marques Paulo Morais Heitor Shimbo Guilherme Toldo                    |
| Espada equipos     | Venezuela Jesus Limardo Francisco Limardo Ruben Limardo Gabriel Lugo       | Colombia Mario Caceres Castellanos Juan Castillo Gutierrez Hernando Roa Jhon Édison Rodríguez | Argentina Jose Dominguez Jesus Lugones Ruggeri Lucio Perez Ondarts Alessandro Taccani |
| Sable equipos      | Estados Unidos Eli Dershwitz Daryl Homer Andrew Mackiewicz Khalil Thompson | Canadá Farès Arfa François Cauchon Nicholas Dinu Shaul Gordon                                 | Colombia Luis Correa Sebastián Cuéllar Mario Palacios 0                               |

### Femenino
| Evento             | Oro                                                                                      | Plata                                                                       | Bronce                                                                       |
| ------------------ | ---------------------------------------------------------------------------------------- | --------------------------------------------------------------------------- | ---------------------------------------------------------------------------- |
| Florete individual | Eleanor Harvey                                                                           | Lee Kiefer                                                                  | Jacqueline Dubrovich                                                         |
| Florete individual | Eleanor Harvey                                                                           | Lee Kiefer                                                                  | Jessica Guo                                                                  |
| Espada individual  | Isabel Di Tella                                                                          | Katharine Holmes                                                            | Liliana Tejada                                                               |
| Espada individual  | Isabel Di Tella                                                                          | Katharine Holmes                                                            | Montserrat Viveros                                                           |
| Sable individual   | Anne-Elizabeth Stone                                                                     | Gabriella Page                                                              | Madison Thurgood                                                             |
| Sable individual   | Anne-Elizabeth Stone                                                                     | Gabriella Page                                                              | Shia Rodríguez                                                               |
| Florete equipos    | Canadá Sabrina Fang Jessica Guo Eleanor Harvey Kelleigh Ryan                             | Estados Unidos Jacqueline Dubrovich Lee Kiefer Zander Rhodes Maia Weintraub | Chile Arantza Inostroza Lisa Montecinos Katina Proestakis Rafaela Santibáñez |
| Espada equipos     | Estados Unidos Margherita Guzzi Katharine Holmes Hadley Husisian Anna Van Brummen        | Venezuela Lizzie Asis Clarismar Farias Eliana Lugo María Martínez           | Canadá Ariane Leonard Leonora Mackinnon Alexanne Verret Ruien Xiao           |
| Sable equipos      | Estados Unidos Honor Johnson Tatiana Nazlymov Anne-Elizabeth Stone Elizabeth Tartakovsky | Canadá Tamar Gordon Gabriella Page Marissa Ponich Madison Thurgood          | Brasil Pietra Chierighini Luiza Lee Luana Pekelman Karina Trois              |

## Medallero
El medallero del Campeonato Panamericano abarca las 3 armas de esgrimaː
| #     | País           | Medalla de oro, América | Medalla de plata, América | Medalla de bronce, América | Total |
| ----- | -------------- | ----------------------- | ------------------------- | -------------------------- | ----- |
| 1     | Estados Unidos | 7                       | 4                         | 4                          | 15    |
| 2     | Canadá         | 2                       | 5                         | 4                          | 11    |
| 3     | Venezuela      | 2                       | 2                         | 2                          | 6     |
| 4     | Argentina      | 1                       | 0                         | 2                          | 3     |
| 5     | Colombia       | 0                       | 1                         | 1                          | 2     |
| 6     | Brasil         | 0                       | 0                         | 2                          | 2     |
| 7     | Chile          | 0                       | 0                         | 1                          | 1     |
| 7     | México         | 0                       | 0                         | 1                          | 1     |
| 7     | Paraguay       | 0                       | 0                         | 1                          | 1     |
| Total | Total          | 12                      | 12                        | 18                         | 42    |